# Tityror
Tityror (Tityridae) är en familj av ordningen tättingar. Arterna förekommer från sydöstra Arizona i USA söderut genom Centralamerika till norra Argentina, med en art även på Jamaica. I familjen placeras här 37 arter i sju släkten, däribland bekarder, schifforner, tityror, sorgfåglar och purpurtofsar:
- Släktet Tityra – fyra arter tityror
- Släktet Schiffornis – sju arter schifforner
- Släktet Laniocera – två arter sorgfåglar
- Släktet Iodopleura – tre arter purpurtofsar
- Släktet Laniisoma – två arter sorgfåglar
- Släktet Xenopsaris – halvbekard
- Släktet Pachyramphus – 18 arter bekarder

Tityridae är en relativt nyskapad familj där släktena tidigare haft hemvist i andra familjer. Till exempel betraktades Schiffornis som manakiner och purpurtofsarna som kotingor. Tidvis har även arterna i familjerna krontyranner och arten vassnäbb förts till familjen.